# Ronja Klinger
Ronja Klinger (Carintia, 22 de mayo de 2000) es una jugadora de voleibol de playa y exjugadora de voleibol de salón austriaca.

## Carrera
Antes de decidirse a dedicarse al voleibol, la joven austriaca practicaba activamente y triunfaba en deportes tanto de verano como de invierno. En 2013 participó en el Campeonato de Austria de salto con pértiga para menores de dieciséis años, logrando una altura de 2,90 m, mejorando de este modo su marca personal en 20 cm. El invierno siguiente, ganó cuatro títulos de campeonato estatal sub-14 de esquí y ganó otras nueve carreras de copa estatal. Esa misma temporada también se aseguró la Copa Raiffeisen.

### Salón
Klinger comenzó a jugar voleibol a los catorce años en la academia del BG/BORG Graz Liebenau-Gymnasium. Al mismo tiempo, jugó un poco más tarde en el segundo equipo del UVC Holding Graz. En la temporada 2016/17 terminó tercera en la liga austriaca de voleibol y ganó la Copa de Austria como atacante exterior con el equipo de la Bundesliga del club. En la temporada siguiente las cosas no le fueron tan bien a su nuevo club, el SG VBV Trofaiach/WSV Eisenerz. Las mujeres fracasaron en los octavos de final de la copa y terminaron octavas en el campeonato. La joven austriaca recibió entonces una beca para un año en la Universidad Internacional de Florida, donde su hermana estaba cursando su último año de estudios. Como estudiante de primer año, Klinger se ganó inmediatamente un puesto regular en el equipo Golden Panthers, que llegó a la final de la Conference USA en 2018. Por primera vez en la historia de la universidad, su equipo de voleibol llegó a una final de esta liga.

### Playa
Ronja Klinger se proclamó campeona de Austria en las categorías sub-16 y sub-18 y, junto con su hermana Dorina, en la categoría sub-20 y, por tanto, en todas las categorías juveniles.Se ubicó entre los diez primeros en varios campeonatos europeos juveniles. En 2016, compitió junto a Victoria Deisl en el Campeonato de Europa de Voleibol de Playa Sub-18 celebrado en Brno y finalizó novena, y en el Mundial de Voleibol de Playa Sub-19 en Lárnaca junto a Patricia Maros. Tanto en Jūrmala en 2018 con su hermana como un año después en Antalya con Katharina Holzer alcanzó los cuartos de final en el torneo sub-22. Las hermanas Klinger recibieron una tarjeta de invitación para la competición de clasificación para el Major en Viena y pudieron derrotar en la primera ronda a Bírlova / Ukólowa, clasificando para los Juegos Olímpicos de Río de Janeiro 2016. Sin embargo, en el duelo posterior contra otra pareja rusa, fueron derrotados por poco en tres sets.
La primera final de un torneo de una estrella se hizo realidad para las Klinger en 2020 en Langkawi, Malasia. Una temporada después consiguieron la medalla de bronce en Sofía. En el Campeonato Europeo de Vóley Playa de 2021 en Viena las hermanas estuvieron juntas y terminaron en el vigésimo quinto lugar,y alcanzaron el mismo puesto en el Campeonato Europeo de Vóley Playa de 2022, celebrado en Múnich. Después de que la menor de las hermanas ganara su segundo título de subcampeona en la misma temporada debido a una lesión de su compañera habitual, la jugadora de voleibol de interior Victoria Deisl (las hermanas Klinger ya habían ganado el primero en 2018), Dorina y Ronja Klinger partió hacia su país de origen junto a Schützenhöfer / Plesiutschnig en la Copa de Naciones de Voleibol de Playa de la CEV 2022 y ayudó a las austriacas a alcanzar las semifinales de este evento principal con victorias sobre rivales checos, neerlandeses y letones. Ese mismo año, las hermanas ganaron juntas un torneo internacional con Future en Ios por primera vez en sus carreras. Luego llegaron a la final del Campeonato de Playa de Austria. Sin embargo, el logro más significativo de su carrera juntas hasta ese momento llegó en marzo de 2023, cuando llegaron a las semifinales del Challenge en La Paz. En agosto llegaron a las rondas eliminatorias del Campeonato Europeo de Viena, donde fueron eliminadas por las letonas Tīna Graudiņa y Anastasija Samoilova.Luego, las Klinger ganaron los dos torneos Future en Varsovia y Baden. En septiembre se proclamó campeón nacional de Austria. En el Campeonato Mundial quedaron terceras en el grupo y sobrevivieron a la ronda del perdedor afortunado, pero luego perdieron en tres sets ante las campeonas del mundo Sara Hughes y Kelly Cheng.
Después de tres apariciones en cuartos de final en eventos Challenge en la temporada siguiente, alcanzaron por primera vez en la capital de su país los octavos de final en un Elite16 después de una victoria sobre Paulikienė / Raupelytė, que se clasificó para los Juegos Olímpicos de París 2024. Allí derrotaron a las futuras participantes olímpicas Álvarez / Moreno y terminaron empatadas en el quinto lugar.

## Vida personal
Ronja, su hermana Dorina (que es tres años mayor), y su hermano Samuel crecieron en Estiria. Su madre Tanja Klinger, exatleta de atletismo, y su padre Gernot Klinger, exatleta de invierno, dirigen una escuela de esquí en Modriach-Winkel. Consiguieron que sus hijas se interesaran por los deportes desde una edad temprana. Ronja Klinger completó sus estudios secundarios en el BG/BORG Graz Liebenau. Después de su estancia de un año en el extranjero en la Universidad Internacional de Florida, ella y su hermana fueron reclutadas por las Fuerzas Armadas de Austria. Las hermanas viven en Frauental an der Laßnitz.